# Catarina Rosenqvist
Catarina Rosenqvist (1967) è un'ex sciatrice alpina svedese.

## Biografia
Specialista delle prove tecniche, la Rosenqvist ottenne l'unico piazzamento in Coppa del Mondo il 22 marzo 1985 a Heavenly Valley in slalom speciale (14ª); ai Campionati svedesi vinse la medaglia d'oro nello slalom gigante nel 1985 e nello slalom speciale nel 1987. Non prese parte a rassegne olimpiche né ottenne piazzamenti ai Campionati mondiali.

## Palmarès

### Coppa del Mondo
- Miglior piazzamento in classifica generale: 82ª nel 1985

### Campionati svedesi
- 2 ori (slalom gigante nel 1985; slalom speciale nel 1987)[1]